# Трайко Мишковски
Трайко Орданов Мишковски (на македонска литературна норма: Трајко Мишковски) e югославски комунист и участник в Испанската гражданска война.

## Биография
Роден е на 5 март 1903 година във Велес. През 1923 година влиза в ЮКП. Става член на Местния комитет на ЮКП за Велес, а през втората половина на 1926 година е изпратен да учи в СССР в Комунистическия университет за национални малцинства на Запад. През 1933 година получава партийно поръчение и заминава за Геок Тепе в Туркменистан.
През 1935 по нареждане от ЮКП е изпратен на работа в Македония. Установява се в Скопие, но поради големи провали след двумесечна работа напуска Македония. От там отива в Белград, където става член на градския комитет на ЮКП. През 1936 е изпратен в Чехословакия, където трябва да извършва мобилизационна дейност в помощ на Испания между емигрантите от Югославия. Там решава и той да замине за Испания и пристига на място с първите доброволци през октомври 1936 година.
От Испания му пише Кочо Рацин:
| „ | Ние македонците антифашисти и борци в редовете на републиканската армия сме наясно, че през цялото време се борим и за освобождаването на македонския народ и за своето национално право, както си го извоюваха и освободиха в Испания националните малцинства на каталунците и баските. Можем смело да кажа, че ние представителите на македонския народ в Испания се борим, така както са се борили борците на нашия народ Гоце Делчев, Дамян Груев, Сандански и др. за освобождаване на македонския народ. | “ |

Придобива чин майор и става комисар на батальон в международните бригади. След войната е отведен в лагерът Гирс в Южна Франция. Там остава до 1944 година, когато успява да избяга и се включва във френската съпротива. След освобождаването на Франция заминава за Югославия.
През януари 1946 година става съдия във Върховния федерален съд на Македония, но през юни същата година е отзован от позицията си и е оставен в услуга на Президиума на правителството на Социалистическа република Македония.
След разрива между Тито и Сталин на 1 февруари 1949 година Мишковски е арестуван, като член на Изпълнителния комитет на Главния комитет на Синдикатът на Македония и заместник-министър на труда След това е изпратен в Голи Оток.
След излизането си от лагера се връща в Скопие. В определен период живее много бедно, но по-късно му е дадена пенсия като участник в Испанската гражданска война. Умира на 23 октомври 1985 година.